# Nils Olof Berlin
Nils Olof Henriksson Berlin, född 4 juli 1908 i Karlstad, död 7 juni 1973, var en svensk elektroingenjör.
Berlin, som var son till häradshövding Henrik Berlin och Sigyn von Konow, avlade studentexamen i Stockholm 1926, studerade vid Eidgenössische Technische Hochschule i Zürich 1926–1930, blev diplomingenjör 1930 och utexaminerades från Kungliga Tekniska högskolan 1934.  Han var anställd vid AEG i Berlin 1935–1936, vid Elektriska AB AEG i Malmö från 1936, överingenjör och chef för dess ingenjörskontor från 1944 samt överingenjör vid Elektriska AB AEG och chef för dess tekniska försäljningsavdelning i Solna från mitten av 1960-talet. Han avlade reservofficersexamen 1932, blev kapten i signaltruppernas reserv 1942, tjänstgjorde vid svenska legationen i Berlin 1944–1945 och innehade specialistuppdrag i den brittiska ockupationszonen 1945.